# Ambrinoïta
L'ambrinoïta és un mineral de la classe dels sulfurs. Rep el seu nom de Pierluigi Ambrino (1947), un col·leccionista de minerals, que s'especialitzà en el Piemont i en dipòsits de manganès, que amablement proporcionar la mostra estudiada.

## Característiques
L'ambrinoïta és un sulfur de fórmula química [K,(NH₄)]₂(As,Sb)₆(Sb,As)₂S₁₃(H₂O). Va ser aprovada com a espècie vàlida per l'Associació Mineralògica Internacional l'any 2009. Cristal·litza en el sistema triclínic. Segons la classificació de Nickel-Strunz, l'ambrinoïta pertany a «02.HE - Sulfosals de l'arquetip SnS, amb alcalins, H₂O» juntament amb la gerstleyita.

## Formació i jaciments
Va ser descoberta a les pedreres de Signols, a Oulx, a la vall de Susa (Província de Torí, Piemont, Itàlia), l'únic indret on ha estat trobada.